# 陈尉民
陈尉民（Mervyn Tan Wei Ming），新加坡华人，前任新加坡共和国空军部队总长，少将军衔。

## 生平
陈尉民在1990年加入新加坡武装部队，1991年从军官学院毕业，被任命为空军军官。1992年，他获得武装部队海外训练奖学金，前往澳大利亚悉尼大学念航空航天工程学，1996年毕业后获得工学学士（一级荣誉）学位。2004年至2005年间，他前往美国空军指挥与参谋学院念书，获得军事艺术与科学硕士学位，同时也获得海外军官优秀奖。2010年，他获得武装部队海外毕业生奖学金，在美国MIT斯隆管理学院深造并获得工商管理硕士学位。
陈尉民是战斗机飞行员，曾在澳大利亚、汶莱、印度、印度尼西亚、马来西亚、菲律宾、泰国等国家参加过海外军事演习。他在空军部队工作期间曾担任过121中队指挥官、空军策划处处长、空防与行动指挥部司令、军事情报处处长、C4I队总长等职位。2016年3月28日，他接替符策谋出任空军总长一职。
陈尉民已婚，育有一子一女。他也曾在2010年荣获行政功绩奖章（武装部队銅章）。